# تاج‌خروس ارغوانی
تاج‌خروس ارغوانی (Amaranthus hypochondriacus) گونه‌ای از گیاهان زینتی است که با نام‌های رایجی چون «پرِ شاهزاده» یا «تاج‌خروس پرشاهزاده» نیز شناخته می‌شود. این گیاه بومی مکزیک است و در زبان اسپانیایی به نام‌های quelite, bledo و quintonil معروف است.
در آفریقا و السالوادور، همانند بسیاری از گونه‌های تیرهٔ تاج‌خروسیان، از این گیاه به‌عنوان منبع غذایی ارزشمند استفاده می‌شود. برگ‌ها و بذرهای آن بسیار مغذی و دارای طعمی ملایم هستند. بذرهای این گیاه حاوی فنول‌ها نیز هستند که به ارزش تغذیه‌ای آن می‌افزایند.
در مناطق معتدل، Amaranthus hypochondriacus به‌عنوان یک گیاه یک‌ساله مقاوم کشت می‌شود. رقم‌های مختلفی از این گیاه پرورش داده شده‌اند که از میان آن‌ها «Green Thumb» و «Pygmy Torch» موفق به دریافت جایزه شایستگی باغی از انجمن سلطنتی باغبانی شده‌اند. این گیاه در خاک‌های با زهکشی خوب و در آفتاب کامل بهترین رشد را دارد و برای مناطق اقلیمی با پهنهٔ سرمایی ۳ تا ۱۰ مناسب است. البته ممکن است به شته حساس باشد.